# Parachiton canistrus
Parachiton canistrus is een keverslakkensoort uit de familie van de Leptochitonidae. De wetenschappelijke naam van de soort is voor het eerst geldig gepubliceerd in 1996 door Saito.